# Mel Blyth
Mel Blyth (Norwich, Inglaterra; 28 de julio de 1944 – 13 de enero de 2024) fue un futbolista inglés que jugó en la posición de defensa central.

## Equipos
| Periodo   | Club                         |
| --------- | ---------------------------- |
| 1966      | Norwich City FC              |
| 1967-1968 | Scunthorpe United FC         |
| 1968–1974 | Crystal Palace FC            |
| 1974–1978 | Southampton FC               |
| 1977–1978 | → Crystal Palace FC (cedido) |
| 1978      | Cape Town City               |
| 1978      | Margate FC                   |
| 1978–1981 | Millwall FC                  |
| 1980      | → Houston Hurricane (cedido) |
| 1981      | Bulova SA                    |
| 1982      | Andover FC                   |

## Tras el retiro
Luego de retirarse como futbolista pasó a ser electricista, y más tarde se convirtió en instructor de manejo, hasta que en noviembre de 1990 inició su empresa constructora en el sur de Londres. En 2003 trabajó como director de la compañía constructora y también fue entrenador de la academia de fútbol del Crystal Palace Más tarde sería miembro de la mesa directiva de la PFA.

## Logros
- FA Cup (1): 1975/76[4][8][9]